# Маяк Олд-Орчард-Шол
Маяк Олд-Орчард-Шол (англ. Old Orchard Shoal Light) — маяк, который был расположен в заливе Нью-Йорк-Бей, на юго-восток от Статен-Айленда, Статен-Айленд, штат Нью-Йорк, США. Был построен и введён в эксплуатацию 1893 году. Автоматизирован в 1955 году.

## Местоположение
Маяк был расположен в заливе Нью-Йорк-Бей, предупреждая о мели Олд-Орчард-Шол и обеспечивая безопасную навигацию до Нью-Йорка с юга. Подобные одиноко стоящие среди толщи воды маяки называют «маяки-свечки» (англ. sparkplug lighthouse), поскольку по форме они напоминают автомобильную свечу зажигания.

## История
Навигация около Нью-Йорка в конце XIX века была очень оживлённой, а мель вблизи столь крупного торгового центра представляла серьёзную опасность. 3 марта 1891 года Конгресс США выделил 60 000$ на строительство маяка на мели. В 1893 году работы были завершены. Маяк представлял собой белую чугунную башню на гранитном фундаменте высотой 15 метров. Вокруг фундамента была насыпана защитная отсыпь. Для освещения использовалась линза Френеля. Зимой 1918 года маяк был повреждён льдинами, и, чтобы подобное не повторялось, отсыпь вокруг фундамента маяка была увеличена. Береговая охрана США автоматизировала маяк в 1955 году.
В 2006 году он был включен в Национальный реестр исторических мест.
В 2007 году маяк был продан на аукционе за 235 000$ неизвестному частному владельцу. 29 октября 2012 года маяк был разрушен ураганом Сэнди.